# Мензано Спрингс (Њу Мексико)
Мензано Спрингс (енгл. Manzano Springs) насељено је место без административног статуса у америчкој савезној држави Њу Мексико.

## Демографија
По попису из 2010. године број становника је 137.
| Група             | 2000.    | 2010.       |
| Белци             | 0 (0,0%) | 104 (75,9%) |
| Афроамериканци    | 0 (0,0%) | 0 (0,0%)    |
| Азијати           | 0 (0,0%) | 2 (1,5%)    |
| Хиспаноамериканци | 0 (0,0%) | 28 (20,4%)  |
| Укупно            | 0        | 137         |